# エクストラヒート
エクストラヒート（Xtra Heat, 1998年3月3日 - ）はアメリカ合衆国の競走馬・繁殖牝馬。一貫して短距離路線を走り、2001年にはエクリプス賞最優秀3歳牝馬にも選出された。4年間の競走生活で35戦26勝の戦績を挙げ、2015年にアメリカ競馬殿堂入りを果たした。

## 経歴
- 特記がない限り、競走はすべてダートコース。

### 出自
ケンタッキー州の生産者マクレーン一家の生産したサラブレッドの牝馬である。当歳時と1歳時にセリ市にかけられて持ち主を転々とし、その後の2歳時の2000年にもファシグ・ティプトンの2歳馬トレーニングセールに上場され、ケン・テイラーら3名に5000ドルで落札されている。エクストラヒートは3歳時でも体高15ハンドに満たない小柄な馬ながらも臀部の発達した馬であったという。また、2歳時にセリの段階で離断性骨軟骨炎を抱えていることが発覚しており、のちに購買要請があった時にこれがもとで破談となったことがある。ただし、30戦を超える競走生活の中で持病が競走能力に影響することはなかったという。

### 2歳時（2000年）
共同馬主のひとりであるジョン・サルズマン調教師のもとで競走馬となったエクストラヒートは、2000年6月30日のローレルパーク競馬場で行われた5ハロンのクレーミング未勝利戦で初出走を迎えた。当日単勝3.40倍のオッズをつけられていたエクストラヒートは道中中団につけて進み、直線で先頭を奪うと、1番人気のフロスティーロックスという馬をクビ差抑えて初勝利を手にした。当日、実はサルズマンの友人の調教師がこの競走でエクストラヒートをクレーミング（購入）しようとしていたが、その購入投票を忘れていたために手放さずに済んだというエピソードがあり、以降サルズマンらはクレーミング競走にエクストラヒートを出走させないようにした。
そこからトッドラーステークス（5.5ハロン）、ローラギャルステークス（6ハロン）、クリティカルミスステークス（6ハロン）、ブルーヘンステークス（L・6ハロン）と短距離競走を連勝、さらに10月15日のアスタリタステークス（G2・6.5ハロン）で重賞勝ちを収めた。
6連勝の勢いで11月4日のブリーダーズカップ・ジュヴェナイルフィリーズ（G1・8.5ハロン）にも出走したが、マイル戦はエクストラヒートにとって長い距離で、後方見せ場なく10着と大敗した。その後も12月にスノーホワイトステークス（7ハロン）とカテガッツプライドステークス（L・7ハロン）で勝利、9戦8勝でこの年を終えた。

### 3歳時（2001年）
エクストラヒートは前年から休むことなく1月から出走を始め、ルースレスステークス（L・6ハロン）、ディアリープレシャスステークス（L・6ハロン）、シケイダステークス（G3・7ハロン）、ストーナーサイドビューモントステークス（G2・約7ハロン）と連勝を繰り広げていった。5月のナッソーカウンティステークス（G2・7ハロン）はハナ差で2着に敗れたが、続くアークティッククラウドステークス（6ハロン）では再び勝利している。
そして7月4日のベルモントパーク競馬場で行われたプライオレスステークス（G1・6ハロン）で再びG1競走に挑戦した。レースが始まるとエクストラヒートは勢いよく飛び出し、先頭を走るアバブパーフェクションのそばにつけて道中を進め、直線で同馬を追い越すと、最後にはクビ差で先にゴールに飛び込んでG1初制覇を果たした。
続くテストステークス（G1・7ハロン）ではヴィクトリーライドに3馬身1/4差をつけられて2着に敗れるが、その後はストレイトディールブリーダーズカップハンデキャップ（L・6ハロン）、エンダインステークス（G3・6ハロン）、スウィートアンドサッシーステークス（L・6ハロン）と3連勝を挙げた。
10月27日のブリーダーズカップでは牡牝混合戦のブリーダーズカップ・スプリント（G1・6ハロン）に出走するが、ここでは単勝オッズ18.50倍の穴人気をつけられていた。レースが始まるとエクストラヒートは最初から先頭に立って逃げ続け、最後の直線でスクワートルスクワートに半馬身差追い抜かれるも2着と健闘した。その後11月にフランク・J・ドフランシス記念ダッシュステークスに出走、3着に入ってこの年を終えた。この年13戦して9勝の戦績を挙げ、エクリプス賞最優秀3歳牝馬として選出された。

### 4歳時（2002年）
4歳シーズンは年明け1月1日のインターボローハンデキャップ（L・6ハロン）に出走して勝利、続く2月のバーバラフリッチーハンデキャップ（G2・7ハロン）でも勝利を収めた。その後3月に行われたドバイゴールデンシャヒーン（G1・1200メートル）にエクストラヒートは出走、当日は1番人気であったが、コーラーワンに3馬身半差離された3着に敗れた。ゴールデンシャヒーンの後、サルズマンは『the Baltimore Sun』紙のインタビューに「彼女に疲れがあったとは思えない。単純に彼女は牡馬を負かせられないのだ」と語っている。
ドバイからの帰国後は再び牝馬短距離路線に集中し、ジェニュインリスクハンデキャップ（G2・6ハロン）、ヴェイグランシーハンデキャップ（G2・6.5ハロン）と連勝。続くプリンセスルーニーハンデキャップ（G2・6ハロン）こそ半馬身差の2着に取りこぼしたが、その後のストレイトディールブリーダーズカップハンデキャップ（L・6ハロン）、エンダインステークス（G3・6ハロン）、フェニックスブリーダーズカップステークス（L・6ハロン）と3連勝を挙げた。この年もブリーダーズカップ・スプリント（G1・6ハロン）に出走したが、6着に敗れている。
ブリーダーズカップの後、エクストラヒートはファシグ・ティプトンの混合セールに170万ドルの値をつけて上場されたが、この時は買い手はつかなかった。しかし、それから間もなくしてデイヴィッド・プラマーが代表を努めるクラシックスターステーブルとの取引が成立し、エクストラヒートは150万ドルで譲渡された。調教師は引き続きサルズマンが引き受けている。
このあと、12月に行われたガーランドオブローズハンデキャップ（L・6ハロン）で2着に敗れてこの年を終えている。

### 5歳時（2003年）
クラシックスターはエクストラヒートの競走生活をこの年も継続したが、1月のワットアサマーステークス（L・6ハロン）と2月のバーバラフリッチーハンデキャップ（G2・7ハロン）で連勝したのちに引退させている。

## 繁殖入り後
引退した年にケンタッキー州ヴェルサイユのクラシックスター牧場に送られて繁殖入りした。その後の2007年にクラシックスターステーブルが破産するその直前、エクストラヒートはジョン・サイクスのウッドフォードサラブレッズ社に買い取られた。2020年に繁殖牝馬を引退し、同社のケンタッキー牧場に繋養されている。
のちの2015年、アメリカ競馬名誉の殿堂博物館はエクストラヒートの競走成績を評価し、同馬の殿堂入りを発表した。また、アケダクト競馬場ではエクストラヒートの名を冠した「エクストラヒートステークス」が創設されている。
2023年3月、ウッドフォードサラブレッド社より、本馬が前年の12月に死去したと発表された。

## 血統表
| エクストラヒートの血統                 | エクストラヒートの血統                  | エクストラヒートの血統 | （血統表の出典）   | （血統表の出典） |
| 父系                                   | ノーザンダンサー系                      | ノーザンダンサー系     | ノーザンダンサー系 | [ § 2 ]          |
| 父 Dixieland Heat アメリカ 黒鹿毛 1990 | 父の父Dixieland Band アメリカ 鹿毛 1980 | Northern Dancer        | Nearctic           | Nearctic         |
| 父 Dixieland Heat アメリカ 黒鹿毛 1990 | 父の父Dixieland Band アメリカ 鹿毛 1980 | Northern Dancer        | Natalma            |                  |
| 父 Dixieland Heat アメリカ 黒鹿毛 1990 | 父の父Dixieland Band アメリカ 鹿毛 1980 | Mississippi Mud        | Delta Judge        | Delta Judge      |
| 父 Dixieland Heat アメリカ 黒鹿毛 1990 | 父の父Dixieland Band アメリカ 鹿毛 1980 | Mississippi Mud        | Sand Buggy         |                  |
| 父 Dixieland Heat アメリカ 黒鹿毛 1990 | 父の母Evening Silk アメリカ 黒鹿毛 1982 | Damascus               | Sword Dancer       | Sword Dancer     |
| 父 Dixieland Heat アメリカ 黒鹿毛 1990 | 父の母Evening Silk アメリカ 黒鹿毛 1982 | Damascus               | Kerala             |                  |
| 父 Dixieland Heat アメリカ 黒鹿毛 1990 | 父の母Evening Silk アメリカ 黒鹿毛 1982 | Fight On               | Dark Star          | Dark Star        |
| 父 Dixieland Heat アメリカ 黒鹿毛 1990 | 父の母Evening Silk アメリカ 黒鹿毛 1982 | Fight On               | Forward March      |                  |
| 母 Begin アメリカ 芦毛 1980            | 母の父Hatchet Man アメリカ 芦毛 1971    | The Axe                | Mahmoud            | Mahmoud          |
| 母 Begin アメリカ 芦毛 1980            | 母の父Hatchet Man アメリカ 芦毛 1971    | The Axe                | Blackball          |                  |
| 母 Begin アメリカ 芦毛 1980            | 母の父Hatchet Man アメリカ 芦毛 1971    | Bebopper               | Tom Fool           | Tom Fool         |
| 母 Begin アメリカ 芦毛 1980            | 母の父Hatchet Man アメリカ 芦毛 1971    | Bebopper               | Bebop              |                  |
| 母 Begin アメリカ 芦毛 1980            | 母の母Crimson Charla アメリカ 栗毛 1972 | Crimson Satan          | Spy Song           | Spy Song         |
| 母 Begin アメリカ 芦毛 1980            | 母の母Crimson Charla アメリカ 栗毛 1972 | Crimson Satan          | Papila             |                  |
| 母 Begin アメリカ 芦毛 1980            | 母の母Crimson Charla アメリカ 栗毛 1972 | Wood Nymph             | Deerlands          | Deerlands        |
| 母 Begin アメリカ 芦毛 1980            | 母の母Crimson Charla アメリカ 栗毛 1972 | Wood Nymph             | Hukilau            |                  |
| 母系(F-No.)                            | (FN:5-g)                                | (FN:5-g)               | (FN:5-g)           | [ § 3 ]          |
| 5代内の近親交配                        | Native Dancer 5x5                       | Native Dancer 5x5      | Native Dancer 5x5  | [ § 4 ]          |
| 出典                                   | 1. 2. 3. 4.                             | 1. 2. 3. 4.            | 1. 2. 3. 4.        | 1. 2. 3. 4.      |